# 菊地広哉
菊地 広哉（きくち こうや、1957年 - ）は、日本の実業家。インターナショナル・マネジメント・グループ日本支社（IMGジャパン）代表。

## 経歴
岩手県江刺市（現・奥州市）出身。1976年岩手県立水沢高等学校、1981年立教大学文学部心理学科卒業。
1981年博報堂入社。1983年よりスポーツ･マーケティング事業の立ち上げに携わり、数々の国内、海外スポーツイベントの開発、スポンサーシップ商品の開発に携わる。1989年より同僚2名と社内で「日本サッカーリーグプロ化プロジェクト」を立ち上げ、1993年のJリーグ設立に携わる。1994年よりHakuhodo Deutschland GmbH.（博報堂ドイツ）での勤務を経て、1999年に同社を退職。その後、GEキャピタルジャパンに入社、東邦生命を買収して設立されたGEエジソン生命のマーケティング部長を経て、マイクロソフトのMSN事業部 マーケティングディレクターを務める。2004年9月より、IMGに移り、再びスポーツビジネスに従事する。
現在の役職は、インターナショナル マネージメント グループ（オーヴァーシーズ）インコーポレイテッド 、(IMG)シニア バイス プレジデント マネージング ディレクター ジャパン。（日本における代表者）